# J. Barbour and Sons
J. Barbour & Sons Ltd. er en engelsk producent af luksusvarer, der blev grundlagt af John Barbour i 1894. Virksomheden designer, producerer og markedsfører vandtæt overtøj, ready-to-wear, lædervarer, sko og accessories til mænd, kvinder og børn under mærket Barbour. Virksomheden blev grundlagt i South Shields i England. Som importør af oilskin er J. Barbour and Sons Ltd. kendt for voksede bomuldsjakker, der er blevet almindeligt fritidstøj. Jakkerne er blevet så kendte, at nogle omtaler jakker i vokset bomuld som en "Barbour jacket" uanset producent.
J. Barbour and Sons Ltd. er kongelig hofleverandør af "vandtæt beklædning" til dronning Elizabeth 2. siden 1974 , prins Philip siden 1982 og prins Charles siden 1987.
Siden 2004 har lord James Percy været ambassadør for virksomheden, og han har været involveret i design og markedsføring af Barbours jagtbeklæding. Siden juli 2016 har den skotske skuespiller Sam Heughan været Barbours primære internationale ambassadrør.